# Joseph Lejtes
Joseph Lejtes (scris uneori și Józef Lejtes, n. 1901 – d. 1983) a fost un scenarist și regizor de film polonez din perioada interbelică. Ulterior a lucrat în Israel și în Statele Unite.

## Filmografie selectată
- Huragan (1928)
- Mlody las (1934)
- The Day of the Great Adventure (1935)
- Barbara Radziwillówna (1936)
- Róża (1936)
- Granica (1938)
- Sygnaly (1938)
- My Father's House (1947)
- The Faithful City (1952)

## Legături externe
- Joseph Lejtes la Internet Movie Database
- pl Józef Lejtes în baza de date  filmpolski.pl

1. 1 2  Autoritatea BnF, accesat în 10 octombrie 2015
2. ↑  Józef Lejtes, Internetowy Polski Słownik Biograficzny
3. ↑  IdRef, accesat în 11 mai 2020